# Cuculus clamosus
Il cuculo nero (Cuculus clamosus Latham, 1801) è un uccello della famiglia Cuculidae.

## Distribuzione e habitat
Questo uccello vive in tutta l'Africa a sud del Sahara. È di passo in Mali, Somalia, Senegal e Gambia.

## Tassonomia
Cuculus clamosus ha due sottospecie:
- Cuculus clamosus gabonensis
- Cuculus clamosus clamosus